# Axelle Klinckaert
Axelle Klinckaert, née à Termonde le 28 mai 2000, est une gymnaste belge.

## Biographie
Son agrès de prédilection est le sol.
En 2014, elle participe aux Championnats d'Europe de gymnastique artistique féminine 2014 à Sofia.
En 2015, elle participe au Festival olympique de la jeunesse européenne 2015 lors duquel, elle remporte quatre médailles : deux en or (poutre et sol) et deux en argent (concours général individuel et compétitions par équipes),.
En 2016, elle doit renoncer aux Jeux olympiques à la suite d'une blessure au genou. Elle est alors remplacée dans la sélection par Rune Hermans.
Elle remporte la médaille de bronze au sol aux Championnats d'Europe de gymnastique artistique féminine 2018 à Glasgow.